# 3666 Holman
3666 Holman (1979 HP) là một tiểu hành tinh vành đai chính được phát hiện ngày 19 tháng 4 năm 1979 bởi Muzzio, J. C. ở Cerro Tololo.